# Trstivnica
Trstivnica fue una župa medieval en la zona de las Tierras de la Corona en Bosnia central. Su nombre se debe al río Trstivnica, cuya cuenca abarca por completo.
Sus límites coinciden con el área del actual municipio de Kakanj y una pequeña parte del municipio de Vareš. Limitaba al este con la župa de Vidogošća, al sur con la župa de Bosna, al oeste con las župas de Brod y Lašva, y al norte con la župa de Krivaja. La zona más amplia era adecuada para la habitación humana, como lo confirman los restos materiales en el suelo. Los municipios rurales más antiguos incluyen Kakanj, Zgošća, Ričica, Trstivnica, Bištrani, Poljani, Borovica, Doboj y Viduša.
En la Edad Media alcanzó relevancia gracias a sus centros administrativos más importantes, Bobovac y Kraljeva Sutjeska, sede de los gobernantes bosnios y principales centros de la vida política y social del Estado bosnio en los siglos xiv y xv. La comunicación por carretera más importante a través de la župa es la carretera de Visoko, que a través de Sutjeska y con la conexión a Bobovac era la conexión más corta a Usora, Posavina y Podunavlje. Los restos de un vertedero de residuos de fundiciones mineras y la toponimia (Kraljeva rupa) muestran que en Borovica cerca de Vareš se desarrollaba actividad minera. En la zona hay numerosas necrópolis de tumbas de filetes, la más grande de las cuales se encuentra en Crkvenjak.